# Ragnarssona þáttr

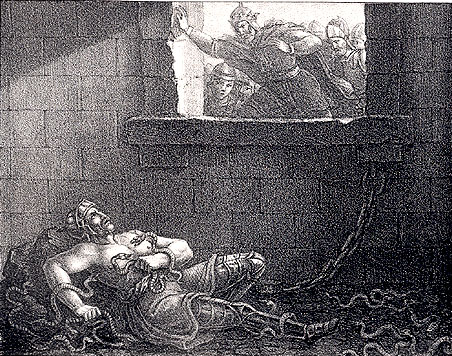
Ragnars Tod

Der Ragnarssona þáttr oder Þáttr af Ragnars sonum (deutsch Geschichte von Ragnars Söhnen) ist eine altnordische Erzählung (þáttr) über Ragnar Lodbrok, Wikinger und schwedischer König, und dessen Söhne im 9. Jahrhundert.

## Inhalt
Nach dem Tod von Sigurd Hring wurde Ragnar neuer König von Schweden und Dänemark. Teile seines Landes wurden von anderen Königen besetzt.
Der Þáttr erzählt weiter, wie Ragnar Thora aus den Fängen eines Lindwurms befreite. Sie heirateten und hatten zwei Söhne, Erik und Agnar. Ragnar gelang es auch, die verlorenen Gebiete seines Königreiches zurückzuerobern.
Nach einigen Jahren starb Thora. Ragnar heiratete Aslaug, Tochter von Sigurd Hring und Brynhildr. Sie hatten vier Söhne: Ivar den Knochenlosen, Björn, Hvitserk und Sigurd Schlangenauge. Die Söhne folgten dem Vater und eroberten Seeland, Reidgotaland (Jütland), Gotland und Öland. Ivar errichtete eine Herrschaft in Lejre.
Ragnar wollte nicht, dass seine Söhne ihm ebenbürtig wurden, und versprach das Königreich Schweden Eysteinn Beli. Erik und Agnar forderten Eysteinn auf, sich ihnen zu unterwerfen. Dieser bat die schwedischen Ältesten in Uppsala um Unterstützung. Erik wurde nach langem Kampf gefangen genommen, Agnar wurde getötet. Erik konnte nun Borghild, Tochter von Eysteinn, heiraten und über Uppsala öd herrschen. Er lehnte ab und ließ sich töten.
Aslaug wollte den Tod ihrer Stiefsöhne rächen. Sie zog mit ihren Söhnen und 1500 Kriegern nach Seeland. Eysteinn wurde nach langem Kampf getötet.
Ragnar zog an die englische Küste und verheerte und verwüstete sie. König Ælle von Northumbria zog ihm mit einem Heer entgegen. Er nahm Ragnar gefangen und ließ ihn in eine Schlangengrube werfen. Ragnar hatte jedoch ein Hemd, das ihn unverwundbar machte. Ihm wurden die Kleider abgenommen, und er starb.
Ragnars Söhne griffen nun England an, gaben jedoch bald auf. Ivar gelang es, ein kleines Gebiet zu erwerben, und er gründete Jórvík (York). Ivars Brüder griffen England erneut an, und es gelang ihnen, König Ælle gefangen zu nehmen. Sie ritzten ihm einen Blutaar in den Rücken aus Rache für den Tod ihres Vaters. Ivar wurde König in Nordostengland. Er hatte zwei Söhne, Yngvar und Husto. Diese eroberten später das Königreich von Edmund dem Märtyrer und ließen diesen foltern.
Ivar und seine Brüder verheerten Gebiete in England, Wales, Frankreich und Italien. Nach ihrer Rückkehr teilten sie ihr Herrschaftsgebiet auf: Björn bekam Uppsala und Schweden, Sigurd erhielt Seeland, Schonen, Halland, Viken, Agder und Uppland. Hvitserk bekam Heidgotaland (Jütland) und Wendland (Holstein?).
Sigurd heiratete Blæja, eine Tochter von König Ælle. Sie hatten einen Sohn, Harthaknut. Dieser wurde Nachfolger seines Vaters als König von Seeland. Er hatte einen Sohn, Gorm. Dieser war kräftig und stark, aber nicht so weise wie seine Vorfahren.